# Kamnica (Maribor)

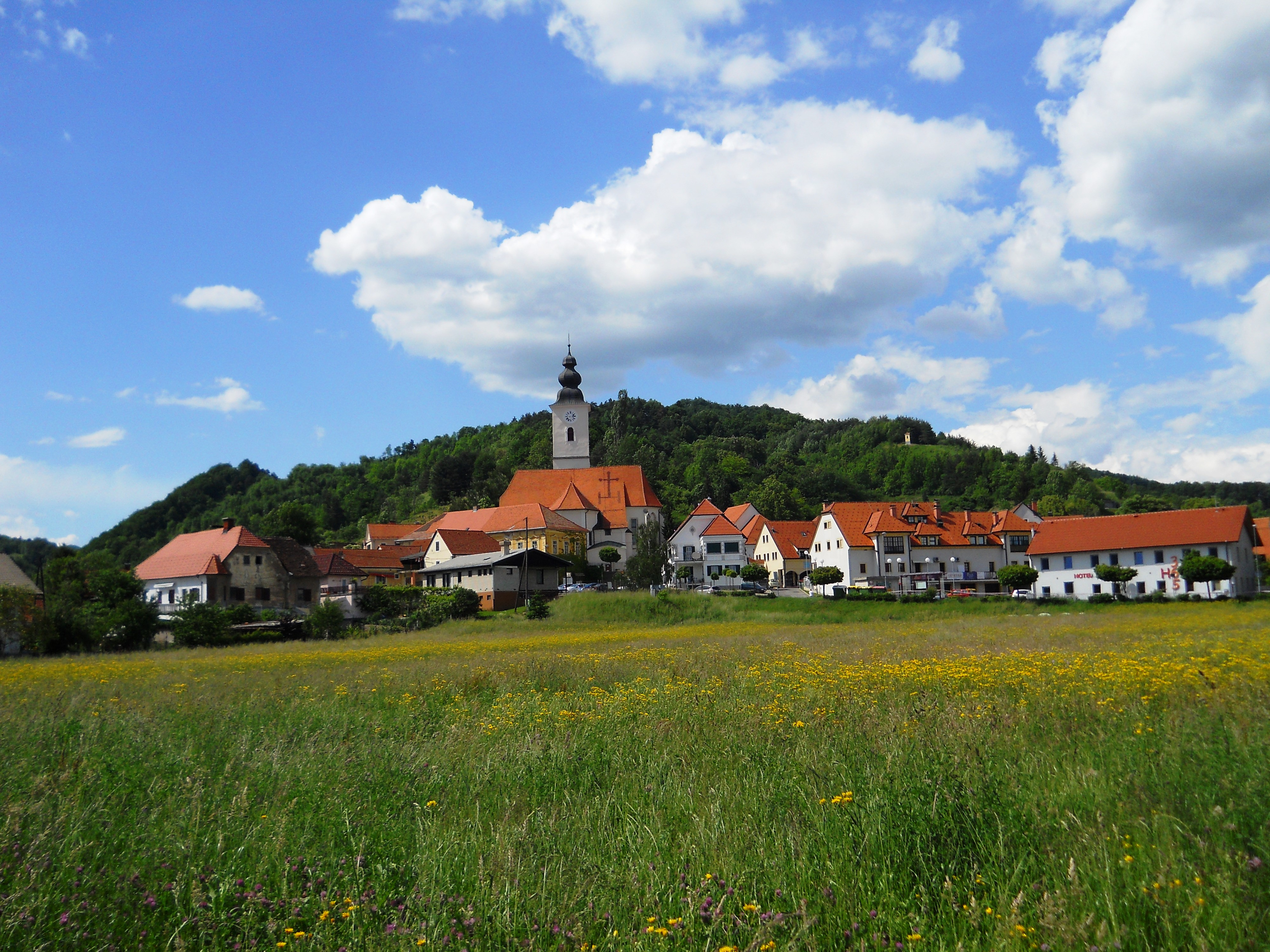
Kamnica

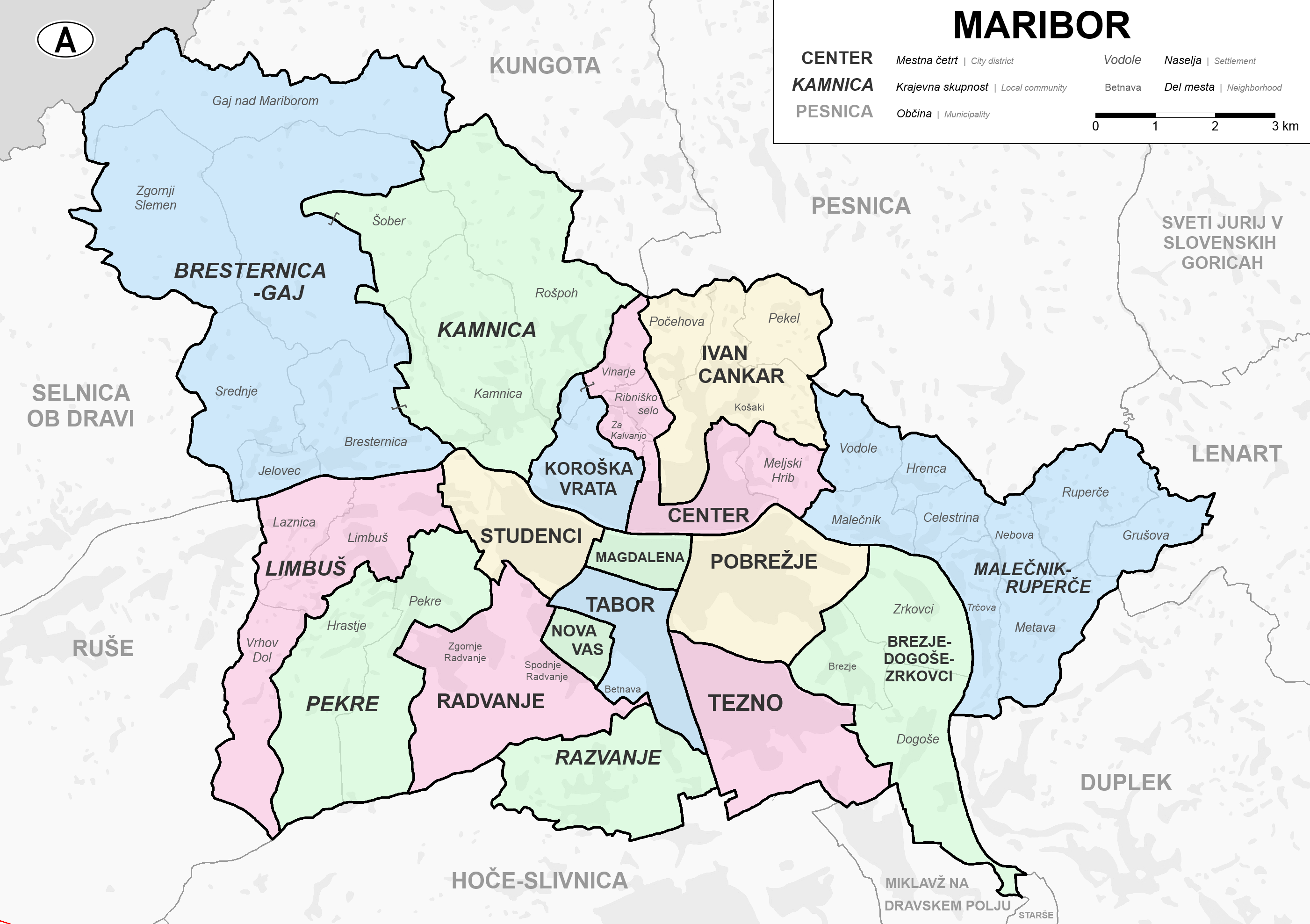

Kamnica (deutsch Gams bei Marburg) ist der Name einer Ortschaft und Ortsgemeinschaft (slow. Krajevna skupnost, KS) in der Stadtgemeinde Maribor in Slowenien. Sie liegt im Nordosten des Landes in der historischen Landschaft Spodnja Štajerska (Untersteiermark) und zugleich in der statistischen Region Podravska.
Zur Ortsgemeinschaft gehört neben dem Ort Kamnica die Ortschaften Rošpoh und Šober.

## Geographie
Kamnica liegt nördlich der Drau (Drava). Die Ortsgemeinschaft grenzt im Westen und Nordwesten an die Ortsgemeinschaft Bresternica-Gaj; im Osten, Südosten und - jenseits der Drau im Süden an die Stadtbezirke Center, Koroška vrata sowie Studenci. Im Norden und Nordost liegt die Gemeinde Kungota.
Kamnica ist über die Vrbanska cesta mit Koroška vrata jenseits des Urbani-Plateaus verbunden. 
Im Ort befindet sich das Pferderennbahn von Maribor, das Kamnica-Hippodrom.

## Sehenswürdigkeiten
- Drauinsel Mariborski otok
- Hipodrom Kamnica[4]
- Stausee Mariborski jezero
- Sveti Urban, Filialkirche der Pfarre Kamnica
- Urbani-Plateau (Vrbanski plato)